# Fra Mols til Skagen
"Fra Mols til Skagen" ("De  Mols a  Skagen") foi a canção que representou a Dinamarca no Festival Eurovisão da Canção 1995 que teve lugar em Dublin, na Irlanda no sábado  13 de maio de 1995.
A referida canção foi interpetada em dinamarquês por  Aud Wilken. Foi a décima-nona canção a ser interpretada na noite do festival, a seguir à canção sueca "Se på mej", interpretada por Jan Johansen e antes da canção eslovena "Prisluhni mi"., cantada por Darja Švajger. Terminou a competição em quinto lugar (entre 23 participantes), recebendo um total de 92 pontos. Apesar da boa classificação, a Dinamarca, não participaria no ano seguinte e só voltaria em 1997 com  "Stemmen i mit liv", cantada por Kølig Kaj.

## Autores
A canção tinha letra de Lise Cabble, música de Lise Cabble e Mette Mathiesen e foi orquestrada por Frede Ewert.

## Letra
A canção é uma balada de amor, com Wilken cantando sobre o seu desejo de estar com o seu amante - ela pede-lhe para dizer a ela quando os comboios estão partindo, portanto que ela pode estar com ele, por exemplo. O título da canção vem da sua descrição da distância dos seus sentimentos em relação a ele - "De Mols a Skagen eu sinto a tua falta". Mols fica localizada no leste da Jutlândia, enquanto Skagen é a localidade mais setentrional da Dinamarca.